# كارولين يفبفر
كارولين يفبفر (بالفرنسية: Caroline Lefebvre)‏ هي مغنية ومغنية أوبرا فرنسية، ولدت في 21 ديسمبر 1828 في باريس في فرنسا، وتوفيت في 1905.